# أم ضوا بان

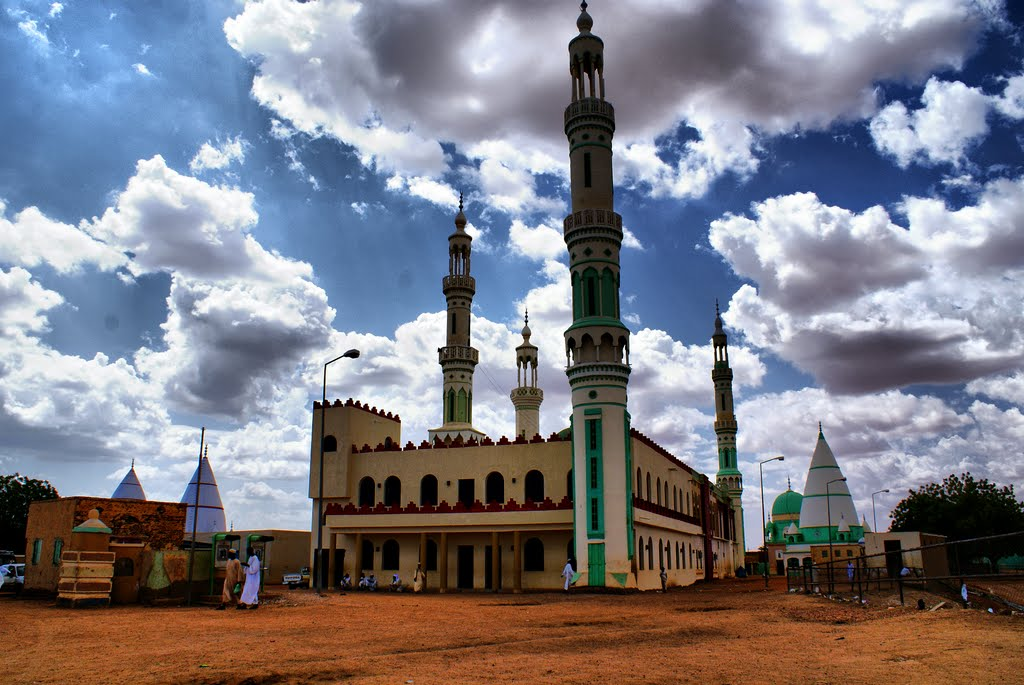
المدرسة الدينية في قرية أم دوان بان في السودان.

أم ضوًا بان مدينة تقع جنوب شرق الخرطوم بحري بولاية الخرطوم.

## سبب التسمية
أم ضبان: الكلمة هي مركب إضافي تتكون من ام وهي في اللغة الوالدة والأصل ويكني بها كما في ( أم زرع ) وفي عامية أهل السودان كلمة يراد بها نسب صفة إلى موصوف أي بمعنى ( ذات ) كما في قولهم ام ضفائر أي ذات الضفائر أو قولهم (ام جضوم) أي ذات الخدود
أم ضواً بان:
الكلمة أيضًا مركبة من ثلاثة كلمات هي (أم - ضواً – بان).
ضواً ( وتطنق – ضون ): هي كلمة ضوء محركة بالتنوين ..والضوء معروف..إلا أن الضوء المعني هنا هو النور المتولد من نار كثيرة الحطب كان طلاب القرآن يقرءون عليه القرآن، حيث لم تكن الإنارة الكهربائية معروفة وكان السكان القدماء يستضوءون بها، وتعرف نار القرآن بـ التُقابة أو تُقابة القرآن، وما زالت أثار هذه النار موجودة حتى اليوم وتتمثل في كوم عظيم من الرماد يتوسط ( القرآنية ) داخل خلاوي مسيد الشيخ العبيد ودبدر ويطلق عليها(نار القرآن) ومازلت توقد حتى اليوم في عملية رمزية إشارة إلى تواصل وديمومة رسالة مسيد الشيخ العبيد في تدريس وخدمة القرآن.
بان:فعل ماضي من يبين وبان بمعني ظهر..
فيكون معني ام ضوابان البقعة ذات الضوء الظاهر ..ويذهب التفسير إلى أن قوافل كانت تمر بأم ضبان وهي ملتقى طرق وكان يلوح ضوءها للقادمين في الليل فيستبشرون بوصلهم ويتصاحيون مع بعضهم البعض انه وصلوا إلى ام – ضواً- بان .

### السروبة ام ضبان
السروبة هي المرتفع من الأرض عليه قليل من أشجار الطندب أو الأراك ..وفي تفسير معلم مادة الجغرافيا/ الماحي عبد الله الماحي بمدرستنا ( أم ضوابان المتوسطة بنبن 2 ) أن المدينة كان يطلق عليها السروبة ام ضبان لان الرعاة كان يردون لسقى بهائمهم فيموت بعضها وينفق فيتجمع الذباب على جيفها فأطلق عليها الرعاة هذا الاسم .. وهو الأقرب إلى الصحة ..لان تعليل الاسم الأول لا يدعمه أي سند اركولوجي سوى وجود الشجرة المذكورة أنفا كما يستبعد وجود نحل في هذه المنطقة.. والاسم الثاني أطلق على المدينة لاحقا بواسطة الرئيس الأسبق جعفر نميري ومما يدعم رواية أستاذ الماحي أن المنطقة هي امتداد لتخوم سهل البطانة الرعوي..والثابت تاريخيا أن سكان السهل الشرقي للنيل الأزرق كانوا يردون النيل لجلب مياه الشرب لهم ولابقاربهم.

## الموقع
مدينة أم ضواً بان تقع إلى الجنوب الشرقي من العاصمة الخرطوم ،عل بعد 45 كيلومتر تقريبا، ويقع إلي جنوب أم ضبان قرية الدبيبة التي اتى منها الفنان السوداني المشهور احمد المصطفى ،والى الشمال من أم ضوابان قرية الشيخ أبوقرون، وإلى الغرب من أم ضوابان مدينة العيلفون بلد الشيخ إدريس ود الأرباب ، أما إلى الشرق من أم ضبان حلة الكدوة التي أسسها الشيخ أبو القاسم والتي ذكرها ود ضيف الله صاحب الطبقات .
تقع أم ضوابان بين خطي طول 33 شرقا و32 غربا وخطي عرض 16 شمال و15 جنوبا، في نطاق مناخي يعرف بالسافنا الفقيرة متداخل مع شبه الصحراوي، في سهل منخفض منحدر إلي اتجاه الغرب الجنوبي باتجاه النيل الأزرق، وتحيط بها أشجار صحراوية تعرف بأشجار (السمر ) وهي أشجار على شكل مخروطي أشبه بالمظلة (umbrella ) وذات أشواك حادة تخضر وتزهر في فصل الخريف أزهارا تسمي عند المحليين ( البرم ) وثمارها شبيهة ( بالتمر هندي )ويطلق عليها ( العليف ) أو ( العليق ) .